# Рубач Михайло Абрамович
Михайло Абрамович Рубач (20 листопада 1899 — 17 січня 1980, Київ) — історик і архівіст, родом з Путивльщини. У 1920-х роках редактор журналу «Летопись Революции» у Харкові й завідувач Центрального Архівного Управління УСРР (до 1930), а також директор Інституту історії партії при ЦК КП(б)У (1929-1932).

## Біографія
М. А. Рубач народився у 1899 році на Харківщині. Закінчив комерційне училище в Катеринославі.
У 1923—1924 роках був завідувачем історико-партійного відділу ЦК КП(б)У та редактором журналу «Літопис революції».
У 1924—1927 роках навчався на історичному відділенні Інституту червоної професури в Москві. Одночасно у 1925—1927 роках був завідувачем кафедри історії Росії Московського державного педагогічного інституту імені К. Лібкнехта.
1928—1933 роки працював завідувачем кафедри Інституту марксизму-ленінізму в Харкові, директором Інституту історії партії при ЦК КП(б)У, завідувачем Центрального Архівного управління.
У 1933—1935 роках був старшим науковим співробітником Інституту історії Комуністичної  академії в Москві.
У 1935—1936 роках перебував в ув'язненні. 
1936—1937 роки — працював у Москві над докторською дисертацією «Нариси з історії аграрної революції 1917 року на Україні», яку захистив 1943 року в Інституті суспільних наук АН УРСР. У 1945 році йому присвоєно вчене звання професора.
У 1942—1974 роках працював в Інституті історії Академії Наук УРСР.
За сумісництвом у 1962—1970 роках був професором Київського державного університету.
Помер 17 січня 1980 року у Києві.

## Наукова діяльність
Є автором праць з історії аґрарних відносин в Україні на початку XX століття, з історії Жовтневої революції та громадянської війни в Росії, а також з історіографії.
Підготував ряд кандидатів та докторів історичних наук, серед яких Ю. М. Гамрецький, І. Х. Ганжа, В. Г. Сарбей, Й. Т. Щербина та ін

#### Праці
- Победа Советской власти на Украине. — М., 1967 (у співавт.)..
- Очерки по истории революционного преобразования аграрных отношений на Украине в период проведения Октябрьской революции. — К., 1957.
- Аграрная революция на Украйнє в 1917 г. // Летопись Революции. — 1927. — № 5-6; 1928, — № 1.
- Федералистические теории в истории России // Русская историческая литература в классовом освещении. — Т. II. — 1930, (про М. Костомарова)
- Буржуазно-куркульська ідеологія під машкарою демократії трудового народу // Червоний шлях. — 1932. — № 5–8, 11, 12.
- Апологет куркульської гегемонії // Студент революції. — 1929. — № 20—23.

## Нагороди
- Державна премія  УРСР у галузі науки і техніки (1969) за двотомну працю «Перемога Великої Жовтневої соціалістичної революції на Україні» (у співавторстві).